# Nicolaas Boulengier
Nicolaas Boulengier (ca. 1520 - Brugge, 3 november 1578), ook Boullongier genoemd, was burgemeester van Brugge.

## Levensloop
Hij was een zoon van Lodewijk Boulengier (†1524) en van Cornelia de Zelaere (of Dotselaere) (†1540). Hij had twee broers die vroeg stierven, Jacob Boulengier (†1538) en Jan Boulengier (†1539), alsook een zus Catharina Boulangier († 1548). Die zus was getrouwd met Karel van Griboval, schepen van Brugge.
Nicolaas trouwde met Catharina van Zomerghem (†1591). Toen hij stierf werd hij bijgezet in de kerk van de predikheren. Zijn weduwe hertrouwde en werd de derde vrouw van Nicolaas Despars.
Boulengier was heer van Ayshove, een heerlijkheid gelegen tussen Ardooie en Koolskamp. In Brugge woonde hij in het Hof van Ayshove of  Hof van Dudzele langs de Sint-Annarei.
In 1556 werd hij voogd van het hospitaal van de Potterie. Hij stichtte in 1541 een fundatie in de Sint-Annakerk, ter nagedachtenis aan zijn ouders en verschillende andere voorouders.
Enkele dagen voor zijn dood schonk Boulengier in oktober 1578 zijn ruime woonhuis langs de Sint-Annarei aan de Berg van Barmhartigheid. Die nam er bezit van in 1591, na de dood van de weduwe die er het vruchtgebruik van had behouden. De Berg bleef er gevestigd, tot ze in 1629 van de Lombarden de vroegere lommerd De groote cahorsijnen kocht langs de Langerei.
Boulengier doorliep een uitgebreide loopbaan vanaf 1543 tot 1571 als stadsbestuurder van Brugge. Hij was:
- hoofdman van het Sint-Janssestendeel (1551)
- raadslid (1543, 1552)
- schepen (1546, 1549, 1553, 1558, 1562, 1566)
- burgemeester van de raadsleden (1555, 1556, 1559, 1570)
- burgemeester van de schepenen (1567, 1568).

## Bron
- Stadsarchief Brugge, Wetsvernieuwingen.